# Stile himalayano

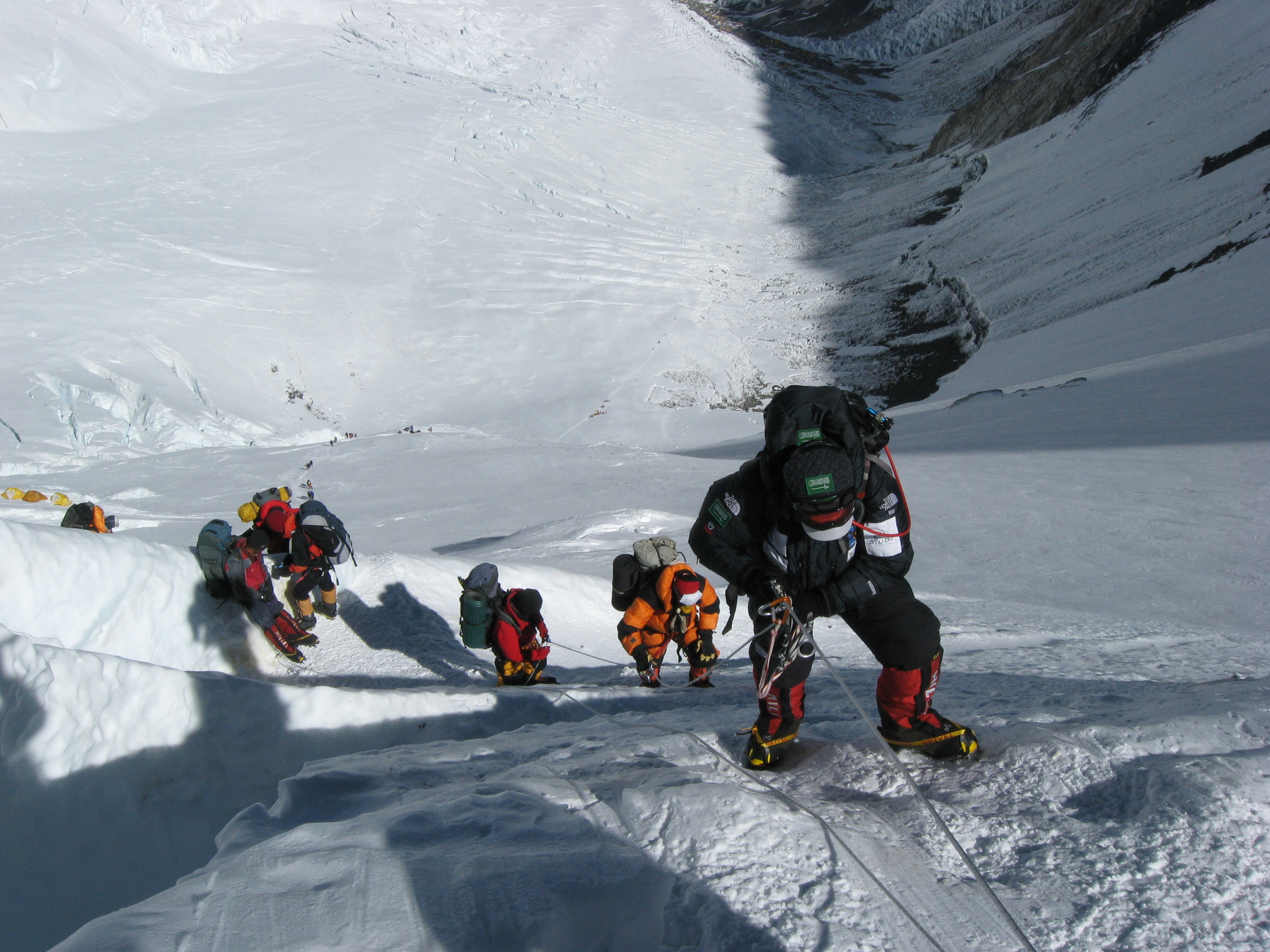
Alpinisti durante la salita all'Everest. Si possono notare le corde fisse e, in basso a sinistra, le tende di un campo intermedio

Lo stile himalayano, chiamato anche stile spedizione, è un particolare stile di ascensione alpinistica di una montagna.
La salita viene effettuata allestendo campi intermedi, progressivamente riforniti anche con l'ausilio di portatori, tra il campo base e la vetta, con l'utilizzo di corde fisse ed eventualmente di bombole d'ossigeno. Per ultimo viene effettuato un assalto finale alla vetta partendo dal campo più alto. Questo stile, al contrario dello stile alpino, comporta un grande dispendio di tempo, mezzi e uomini.